# Sinan Bytyqi
Sinan Bytyqi (Prizren, 15 januari 1995) is een Kosovaars voormalig voetballer die ook over de Oostenrijkse nationaliteit beschikt. Hij speelde doorgaans als middenvelder.
Bytyqi debuteerde op 17 januari 2015 in het betaald voetbal. Door Manchester City verhuurd aan SC Cambuur speelde hij die dag met SC Cambuur tegen ADO Den Haag, in de Eredivisie.
Nadat Cambuur degradeerde, verhuurde Manchester City Bytyqi voor het seizoen 2016/17 aan Go Ahead Eagles, dat net gepromoveerd was naar de Eredivisie. Zijn eerste wedstrijd voor Go Ahead Eagles speelde hij op 17 september 2016, tegen Vitesse.
Bytyqi raakte zwaar geblesseerd toen op 28 februari 2015 zijn voorste kruisband afscheurde, waardoor hij de rest van het seizoen niet meer in actie kon komen. Vervolgens werd in Manchester in december 2016 een hartkwaal geconstateerd bij Bytyqi. Daarna bleef het onduidelijk of en wanneer hij medisch fit verklaard zou worden. Bytyqi beëindigde in 2017 definitief zijn carrière.

## Clubstatistieken
| Seizoen         | Club              | Competitie      | Competitie | Competitie | Beker | Beker | Internationaal | Internationaal | Overig | Overig | Totaal | Totaal |
| Seizoen         | Club              | Competitie      | Wed.       | Dlp.       | Wed.  | Dlp.  | Wed.           | Dlp.           | Wed.   | Dlp.   | Wed.   | Dlp.   |
| --------------- | ----------------- | --------------- | ---------- | ---------- | ----- | ----- | -------------- | -------------- | ------ | ------ | ------ | ------ |
| 2011/12         | Admira Wacker II  | Regionalliga    | 2          | 0          | —     | —     | —              | —              | —      | —      | 2      | 0      |
| 2014/15         | Manchester City   | Premier League  | 0          | 0          | 0     | 0     | 0              | 0              | —      | —      | 0      | 0      |
| 2014/15         | → SC Cambuur      | Eredivisie      | 8          | 0          | 1     | 0     | —              | —              | —      | —      | 9      | 0      |
| 2016/17         | → Go Ahead Eagles | Eredivisie      | 4          | 0          | 1     | 0     | —              | —              | —      | —      | 5      | 0      |
| Carrière totaal | Carrière totaal   | Carrière totaal | 14         | 0          | 2     | 0     | 0              | 0              | 0      | 0      | 16     | 0      |